# Thambetochen
Thambetochen es un género extinto de pato, perteneciente al grupo extinto conocido como moa-nalo. Abarca a dos especies, el moa-nalo de Maui Nui (T. chauliodous) y el más pequeño moa-nalo de Oahu (T. xanion).

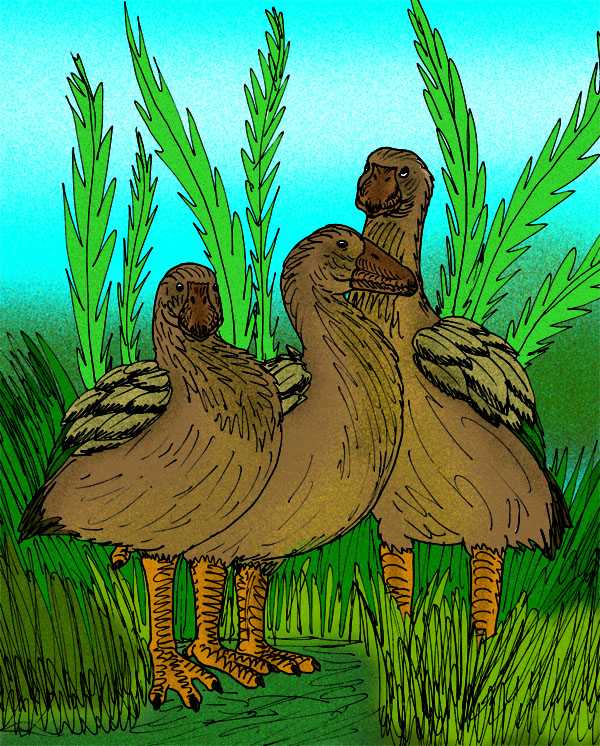
Recreación de T. xanion

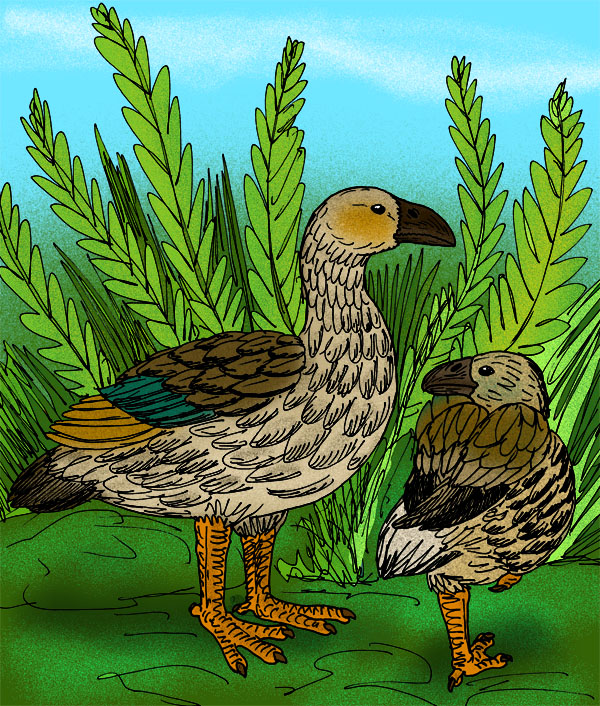
Recreación de T. chauliodous y Ptaiochen pau

Los restos de la primera especie fueron hallados en Maui y Molokai, mientras que la otra fue hallada en Oahu, ambas en Hawaii. Estas aves eran patos grandes no voladores, con patas robustas y pequeñas alas, que evolucionaron en aislamiento en islas en las que no había mamíferos terrestres. Sus picos poseían láminas aserradas, similares a dientes y su dieta consistía de plantas que digerían a través de fermentación. Probablemente estas aves se extinguieron cuando las islas fueron colonizadas por los pueblos polinesios.